# Santi (album)
Pour les articles homonymes, voir Santi.
Albums de The Academy Is...
Almost Here
(2005) Fast Times at Barrington High
(2008)
Singles
1. We've Got a Big Mess on Our Hands
Sortie : 2007
2. Neighbors
Sortie : 2007
3. Everything We Had
Sortie : 2007
4. Sleeping With Giants (Lifetime)
Sortie : 2007
5. Same Blood
Sortie : 2007

Santi est le deuxième album du groupe américain de rock indépendant The Academy Is..., publié le 2 avril 2007 par Fueled by Ramen.

## Liste des chansons
Toutes les paroles sont écrites par William Beckett, toute la musique est composée par Mike Carden et William Beckett.
| No  | Titre                             | Durée |
| --- | --------------------------------- | ----- |
| 1.  | Same Blood                        | 3:14  |
| 2.  | LAX to O'Hare                     | 3:36  |
| 3.  | We've Got a Big Mess on Our Hands | 3:26  |
| 4.  | Sleeping with Giants (Lifetime)   | 3:36  |
| 5.  | Everything We Had                 | 3:38  |
| 6.  | Bulls in Brooklyn                 | 3:27  |
| 7.  | Neighbors                         | 3:10  |
| 8.  | Seed                              | 4:17  |
| 9.  | Chop Chop                         | 3:26  |
| 10. | You Might Have Noticed            | 3:22  |
| 11. | Unexpected Places                 | 4:15  |